# Massey-Gletscher
Der Massey-Gletscher ist ein 10 km langer Gletscher im ostantarktischen Viktorialand. In den Admiralitätsbergen fließt er von den Westhängen des Meier Peak in westlicher Richtung entlang der Südseite des Wylie Ridge zum Man-o-War-Gletscher.
Der United States Geological Survey kartierte ihn anhand eigener Vermessungen und Luftaufnahmen der United States Navy aus den Jahren von 1960 bis 1963. Das Advisory Committee on Antarctic Names benannte ihn 1970 nach C. Stanton Massey, Meteorologe auf der Amundsen-Scott-Südpolstation im Jahr 1968.